# Requiem pour l'espèce humaine
Requiem pour l'espèce humaine : Faire face à la réalité du changement climatique est la traduction française, parue en 2013, de l'essai Requiem for a Species: Why We Resist the Truth about Climate Change, rédigé en 2010 par l'Australien Clive Hamilton, à un moment où les controverses sur le réchauffement climatique étaient extrêmement virulentes. Dans cet essai, Hamilton étudie le déni du réchauffement climatique, constate l'absence de prises de décision et en tire des conséquences. Il considère que le réchauffement climatique aura des conséquences planétaires irréversibles à grande échelle conduisant à un monde radicalement différent de celui dans lequel nous vivons, et pose la question de l'habitabilité à long terme de la Terre pour l'espèce humaine,. Il examine pourquoi les responsables politiques, les organisations et le public refusent de prendre acte de l'existence de ce risque. Il invoque plusieurs types d'explications : le fait de prendre ses désirs pour des réalités, de prendre des positions en suivant une idéologie, la difficulté à renoncer à un mode de vie basé sur la consommation et la croissance, et un lobbying actif de l'industrie des énergies fossiles. Pour Hamilton, il faut accepter de renoncer définitivement au monde dans lequel nous vivons actuellement, afin de pouvoir agir et s'adapter à un monde entièrement nouveau. Ce livre poursuit une réflexion de l'auteur sur les mêmes sujets, à travers ses livres précédents Growth Fetish et Scorcher: The Dirty Politics of Climate Change parus en 2003 et 2007.
L'édition originale Requiem for a Species a fait l'objet de commentaires dans plusieurs publications britanniques (Resurgence, Socialist Review, Times Higher Education qui le sélectionna comme « Book of the Week »), australiennes (The Sydney Morning Herald, The Age), ou américaines (The Common Review). Des extraits ont été publiés dans The Guardian et Geographical magazine. Le livre a gagné en 2010 le Queensland Premier's Literary Award.

## Résumé du livre

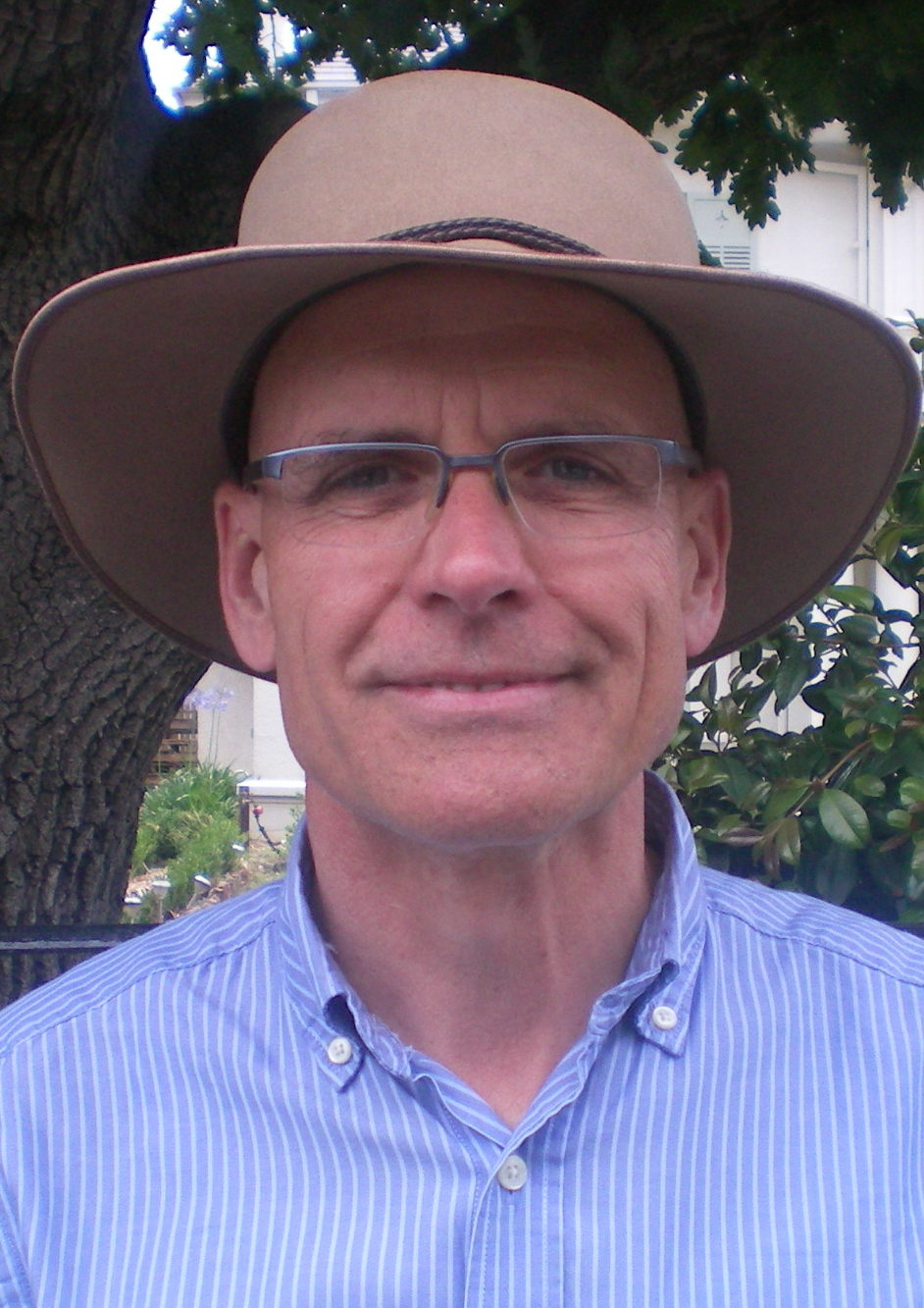
Portrait de l'auteur, Clive Hamilton.

L'argument du livre se divise en trois parties. Dans la première, Hamilton souligne qu'il existe de nombreux rapports scientifiques et livres expliquant la question du changement climatique et la menace qu'il représente pour l'avenir de l'humanité. Il souligne le caractère préoccupant de la situation et explique qu'elle va empirer. En ce qui concerne les prévisions des climatologues, Hamilton soutient que celles publiées par le GIEC sont données avec beaucoup de prudence, de sorte que les conséquences réelles du réchauffement climatique risquent d'être plus sévères. Selon lui, même en se plaçant dans la situation optimiste où le pic d'émission des gaz à effet de serre est atteint en 2020, suivi par une décroissance de 3% des émissions par an, ces efforts ne seront pas suffisants pour empêcher de dépasser un point de non-retour, au-delà duquel la situation climatique deviendra incontrôlable. La Terre entrerait alors dans une ère climatique chaotique pour plusieurs milliers d'années avant de retrouver un nouvel équilibre. Le nombre d'êtres humains aura alors fortement diminué. Il constate que, au moment de la rédaction de son livre, ces avertissements ont été au mieux ignorés, au pire combattus.
Dans la seconde partie, Hamilton examine les racines de ce déni, à la fois en termes de résistance aux preuves, et en relation avec les acteurs et les groupes directement actifs dans ce déni. En ce qui concerne le grand public, Hamilton considère que, parfois, une vérité dérangeante peut être trop difficile à accepter, et que la plupart des gens préfèrent l'ignorer. Pour expliquer cela, il fait un parallèle avec notre propre mort. Nous savons qu'elle va arriver, mais nous n'en prenons pleinement conscience qu'au moment où celle-ci devient imminente. Mais la raison principale qui empêche d'agir contre le réchauffement climatique est le pouvoir politique constant, et souvent implacable, des groupements politiques ou industriels, qui s'opposent à une mutation vers des systèmes énergétiques à émission de carbone basse ou nulle. Hamilton cite de nombreux journalistes et auteurs qui ont documenté l'influence de grandes compagnies telles que ExxonMobil, Rio Tinto Group et General Motors. Selon lui, le fondement politique du déni sur le réchauffement climatique repose sur la réaction des milieux conservateurs aux États-Unis à la chute de l'Union soviétique en 1991. Son argument est que, à la suite de la disparition de la menace rouge, les conservateurs, qui avaient placé toute leur énergie dans l'opposition au communisme, se sont tournés vers d'autres cibles. Il attribue la conduite de l'opposition des conservateurs contre la science du climat à trois éminents physiciens, Frederick Seitz (1911-2008), Robert Jastrow (1925-2008), et William Nierenberg (1919-2000). En 1984 Seitz, Jastrow et Nierenberg ont fondé le George C. Marshall Institute. Ce think tank conservateur était soutenu financièrement par des compagnies pétrolières, et sa principale activité, dans les années 1990, était d'attaquer les sciences du climat.
Enfin, Hamilton considère les scénarios futurs possibles et ce que les gens devraient faire. Hamilton considère qu'il y a une vaste étendue qui sépare la connaissance que l'on a du réchauffement climatique et son acceptation. Cette étendue a deux origines principales, l'importance énorme des conséquences du réchauffement, et la façon dont il remet en cause l'identité de nos sociétés, construites durant les trois derniers siècles. Il considère que relever le défi du réchauffement climatique va bien plus loin que de simplement mettre en place les bonnes politiques et adopter des ajustements mineurs dans notre mode de vie. Ce défi exige de remettre en cause notre façon de penser et le fonctionnement de nos sociétés à une échelle qui dépasse tout ce qui a déjà été vu depuis l'aube de l'âge moderne. Il faut faire le deuil du monde dans lequel nous vivons pour accepter de s'adapter à un monde nouveau qui n'existe pas encore. En ce qui concerne son propre pays, l'Australie, Hamilton pense que les Australiens vivront en 2050 dans un pays profondément transformé par le changement climatique, avec de sérieux doutes sur le fait de savoir, si, à la fin du siècle, le pays sera encore reconnaissable.

## Revue de presse et critiques
Le Times Higher Education classa Requiem for a Species comme « Livre de la semaine » le 3 juin 2010. Steven Yearley le décrit comme un livre provocant et dégrisant, le cœur du livre étant constitué des nombreuses explications qu'Hamilton avance pour expliquer le déni quotidien et permanent du danger du réchauffement climatique. Yearley dit que c'est aussi l'aspect le plus frustrant du livre, car Hamilton propose des explications très différentes mais ne donne pas clairement leur importance relative.
Mike Hulme, dans Resurgence magazine, s'accorde avec Hamilton lorsqu'il dénonce le dogme de la croissance économique dans un de ses précédents livres, Growth Fetish, ou lorsqu'il décrit le malaise spirituel de l'humanité. Mais, selon Hulme, Hamilton a sous-estimé le potentiel de création et d'innovation de l'humanité, et a mis trop de crédit dans l'infaillibilité des prévisions scientifiques concernant les risques du climat futur. Hulme pense qu'Hamilton a mis trop de poids dans ces prévisions au profit d'une révolution qu'il souhaite, plutôt qu'en utilisant plus honnêtement un engagement politique ou intellectuel.
Kelsey Munro fait un compte-rendu du livre dans le Sydney Morning Herald et The Age, en soulignant son côté pessimiste et sans espoir. Mais il dit que le pessimisme n'est pas la même chose que le fatalisme, et qu'Hamilton croit qu'il y a encore un besoin urgent d'interventions gouvernementales pour une réduction des émissions de gaz à effet de serre dans le but d'éviter le pire des scénarios. Munro souligne également que d'éminents climatologues, comme Michael Oppenheimer de l'université de Princeton, restent optimistes sur les capacités d'action de l'humanité avant qu'il ne soit trop tard,.
Camilla Royle rend compte de Requiem for a Species dans Socialist Review et le recommande à ceux qui veulent avoir une idée claire sur la science du changement climatique. Elle dit qu'Hamilton est, de façon compréhensible, en colère contre les lobbys qui ont encouragé le déni du réchauffement climatique. Selon Royle, Hamilton déclare que nous devrions au moins essayer de faire quelque chose contre le réchauffement climatique, mais il ne dit pas vraiment quoi.
À l'occasion de la publication de la version française en 2013, Clive Hamilton est invité sur France Culture. L'émission est l'occasion d'un débat posant la question de l'efficacité d'une présentation catastrophique de la situation pour qu'une prise de conscience de la population ait lieu. Le livre d'Hamilton s'inscrit dans le même registre qu'un ouvrage tel que Pour un catastrophisme éclairé. Quand l'impossible est certain, de Jean-Pierre Dupuy.

## Sur l'auteur
Au moment de la publication, Clive Hamilton est professeur d'éthique publique au CAPPE (Centre pour la Philosophie Appliquée et l'Éthique Publique) en Australie. Avant de prendre cette fonction, il était directeur exécutif de l'Australia Institute, un think tank qui mène des recherches sur les politiques publiques et dont il était l'un des fondateurs.

### Source de la traduction
- (en) Cet article est partiellement ou en totalité issu de l’article de Wikipédia en anglais intitulé « Requiem for a Species » (voir la liste des auteurs).